# Dixie Dansercoer
Dirk Dansercoer dit Dixie Dansercoer, né le 12 juillet 1962 à Nieuport en Belgique et mort le 7 juin 2021 à Qaanaaq au Groenland, est un explorateur, un sportif de l'extrême et photographe de nature belge.

## Biographie
Dirk Dansercoer, né le 12 juillet 1962 à Nieuport, fait en 1980 un séjour d'échange linguistique AFS dans l'Idaho aux États-Unis (d'où son surnom « Dixie ») puis des études de traduction et d'interprétariat qui l'orientent vers une carrière internationale. 
À sa sortie des études, il travaille pendant treize ans comme steward de la compagnie aérienne belge Sabena. 
Il rencontre l'explorateur Alain Hubert (futur concepteur de la station antarctique belge Princesse Elisabeth) à l'un de ses camps de base et sympathise avec lui. Ensemble, Dixie Dansercoer et Alain Hubert traversent à pied le continent antarctique en 1997-1998. C'est une première pour le parcours pédestre et aussi parce que chacun des deux explorateurs était aidé d'une voile individuelle comme moyen de propulsion. Ensuite, tous deux ont exécuté pour l'ESA une mission destinée à mesurer la couverture neigeuse antarctique afin de l'étalonner dans le but de vérifier les mesures du satellite européen CryoSat. Il s'est ensuivi un autre exploit en 2007, une traversée inédite depuis le cap Arctique en Sibérie jusqu'au Groenland, d'abord en 55 jours jusqu'au pôle Nord, puis, en 51 jours jusqu'au Groenland.
En 2011, Dixie Dansercoer co-fonde avec d'autres explorateurs une agence de voyages de découverte.
En avril 2021, il guide le Canadien Sébastien Audy et la Néerlandaise Johanna Adriana Simone Maria dans une expédition au Groenland. Le but est de traverser l'Arctique de Narsarsuaq à Qaanaaq, soit un voyage de 2 200 km, en snowkite. Diverses mesures scientifiques sont menées durant ce trajet. Après sept jours de randonnée Johanna abandonne le voyage et Dixie et son autre client poursuivent à deux. Le 7 juin 2021, Dixie Dansercoer chute dans une crevasse en traversant un pont de neige. Les secours, arrivés sur place en moins de quatre heures, interrompent les recherches après six heures d'efforts. Le corps, avec lequel il n'y a pas eu de contact visuel, ne peut être récupéré. Une équipe de recherche et de sauvetage est descendue dans la crevasse et a localisé son traîneau à une profondeur de 25 m, mais n'a pas pu le retrouver après une descente supplémentaire de 15 m. Aucune tentative de sauvetage supplémentaire n'a été entreprise.
Dixie Dansercoer, qui est ambassadeur bénévole de l'UNICEF, a écrit plusieurs livres dont la presse s'est fait l'écho (De Morgen, National Geographic, Scientist, etc.).

### Vie privée
Dixie Dansercoer et sa première épouse sont parents de quatre enfants.

## Publications

### Livres
- Snowkiting: Freedom of Flow (2019)
- Empowering Outperformance (2018)
- Spanning in Groenland (2017)
- Ramp op de Noordpool (2017)
- Dreiging op de toendra (2016)
- Alarm op Spitsbergen (2015)
- Paniek aan boord (2015)
- Verraad op de basis (2014)
- Surpassing Sastrugi (2014)
- Antarctic Ice: Beyond the Challenge (september 2012)
- Polar Exploration: A Practical Handbook (april 2012)
- Pure Power (maart 2011)
- Arctic Arc (april 2010)
- Het geheim van Antarctica (september 2008)
- Dixie Dansercoer in the Footsteps of Adrien De Gerlache (mei 2008)
- De diepvriesexpedities van Olli en Eleonora (2008)
- antArctica (augustus 2007)
- Swept Away: Adrift between Alaska and Siberia (januari 2005)
- Van passie tot missie (september 2004)
- Brainstormen in een iglo: je bedrijf runnen als een expeditie (december 2004)
- Op expeditie naar jezelf: mijlpalen van inspiratie en creativiteit (juni 2004)
- Milestones (EN) (2004)
- Een passie moet je volgen (januari 2003)
- Chaos op het ijs (september 2002)
- De kleuren van wit (2000)
- De tanden van de wind (1998)
- Zwevend over de ijskap (1996)

### Films
- Greenland ICE (2014)
- Beyond the Challenge (2013)[7]
- Ecotone (2009)
- In the Wake of the Belgica (2008)[8]
- Au delà du silence (Beyond Silence, 2007)

## Hommages et distinctions
- En 2007, la ville de Nieuport a érigé un monument en acier corten et inox dénommé dénommé « Le voyageur du pôle », œuvre de l'artiste Freddy Cappon en hommage à Dixie Dansercoer, l'explorateur belge décédé au Groenland.
- Une statue, également due à Freddy Chappon, a été érigée dans le centre de la commune brabançonne d'Huldenberg représentant un igloo et un inuit et évoquant la problématique du climat chère à Dixie Dansercoer.
- Grand officier de l'ordre de la Couronne en 2003 (Belgique).